# Межконтинентальный кубок по футболу
Межконтинента́льный ку́бок (встречаются также названия: Кубок Тойоты, Кубок Европы и Южной Америки, Интерконтинентальный кубок) — футбольное соревнование, проводившееся европейской и южноамериканской конфедерациями между победителями главных клубных турниров этих континентов: Лиги чемпионов УЕФА (ранее — Кубка европейских чемпионов) и Кубка Либертадорес. Ежегодно разыгрывался с 1960 года, а с 1980 года матчи проводились только в Японии.
Иногда его называли клубным чемпионатом мира, пока турнир с таким названием не стал проводиться под эгидой ФИФА в 2000 году.
С 2005 года Межконтинентальный кубок полностью вытеснен клубным чемпионатом мира ФИФА.
С декабря 2024 года, ввиду реорганизации Клубного чемпионата мира ФИФА, возобновляется розыгрыш Межконтинентального кубка, который будет проводиться ежегодно в новом формате. В отличие от предыдущих лет, в турнире будут играть победители всех шести конфедераций. А Клубный чемпионат мира переходит с ежегодного формата на каждые 4 года, кроме того, турнир расширится до 32 клубов.
Все команды-победители были признаны де-факто «Клубными чемпионами мира». Последним обладателем Кубка стал португальский клуб «Порту», победив колумбийский клуб «Онсе Кальдас» в серии пенальти в 2004 году. 27 октября 2017 года ФИФА де-юре признала, что клубы-обладатели Межконтинентального кубка являются Клубными чемпионами мира по футболу.

## История

Эмблема турнира 1980—2004

Турнир был придуман и создан Анри Делоне, чтобы определить, кто сильнее в клубном футболе, Европа или Южная Америка.
В Европе уже проводился турнир, определяющий сильнейший клуб континента — Кубок европейских чемпионов. В Южной Америке такого соревнования не было. Тогда Конфедерацией Южной Америки (предшественником КОНМЕБОЛа) был создан кубок, похожий на европейский. Он получил название в честь героев войны за независимость Южной Америки. Кубок Либертадорес сделал возможным проведение задуманного Делоне турнира.
Первый матч прошёл в 1960 году между испанским клубом «Реал Мадрид» и уругвайским «Пеньяролем».
Начиная с 50-х годов, особенно в 70-е, многие талантливые игроки из Южной Америки уезжали на заработки в Европу, возможно, поэтому южноамериканские болельщики придавали этому соревнованию гораздо большее значение, чем их европейские оппоненты.
В 1969 году матчи между итальянским «Миланом» и аргентинским «Эстудиантес» носили очень жёсткий характер и стоили многим игрокам «Эстудиантеса» длительных перерывов в игре из-за травм.
Опасаясь за здоровье игроков и не имея материального стимула, ведущие клубы Европы стали отказываться от участия в соревновании. В этом случае приглашалась команда, занявшая второе или третье место. В 1975 и 1978 годах турнир не проводился совсем.
Значимость турниру вернула компания «Тойота», ставшая спонсором состязания. Турнир стал проходить на нейтральном поле в Японии, где расположена штаб-квартира компании, в один матч вместо двух, проводимых ранее. После этого ни один клуб не отказывался от участия.
Последний раз кубок проводился в 2004 году.

### Возможное возрождение в XXI веке
В 2006 году руководство «Боки Хуниорс» выступило с инициативой проведения своеобразной замены Межконтинентального кубка. В этом мини-турнире могли бы встретиться победители континентальных суперкубков — Суперкубка Европы (в 2005 году это был «Ливерпуль», победитель Лиги чемпионов 2004/05) и южноамериканской Рекопы (в 2006 году её завоевала «Бока Хуниорс» после победы в Южноамериканском кубке 2005).
Однако существует ряд сложностей, связанных с проведением подобного турнира. Во-первых, насыщенность международного календаря — ряд игроков команд (в первую очередь, «Ливерпуля») должны были уехать в свои национальные сборные к тому моменту, когда планировалось провести турнир. Во-вторых, неопределённость с местом проведения — матч мог пройти в Майами, Лос-Анджелесе или на стадионе «Сантьяго Бернабеу» в Мадриде.
Как только стало ясно, что «Ливерпуль» не сможет принять участие в турнире, в качестве возможных участников от Европы стали рассматриваться российский ЦСКА и испанская «Севилья» — победители Кубка УЕФА 2005 и 2006 годов соответственно. Но Зепп Блаттер заявил, что хотя и не против проведения подобного матча, не знает, где найти дату в международном календаре.
В середине декабря 2021 года УЕФА и КОНМЕБОЛ подписали Меморандум о взаимопонимании до 2028 года, в котором учредили матч победителей Евро и Кубка Америки. Конфедерациями также запланировано проведение кубка между победителями Лиги Чемпионов УЕФА и Кубка Либертадорес, т.е. подобного Межконтинентальному кубку.

### Возрождение турнира
В 2023 году ФИФА провела последний клубный чемпионат мира в декабре. На замену ему предложили возрождение Межконтинентального кубка .Так в 2024 году в Катаре на стадионе Лусаил прошёл первый за 20 лет розыгрыш кубка, в котором со счётом 3:0 победил Реал Мадрид победил мексиканскую Пачуку.

## Формат кубка
В период с 1960 по 1979 год кубок проводился в два матча, с 1960 по 1968 год учитывалось количество побед: если каждый клуб побеждал по разу, то проводился третий матч. Такая система применялась в кубке Либертадорес. С 1969 года стала использоваться стандартная европейская система с учётом забитых мячей в гостях и дома.
С 1980 года стал проводиться только один матч на Национальном стадионе в Токио. С 2002 года матч игрался на стадионе в Йокогаме — арене финального матча ЧМ-2002.

## Розыгрыши кубка

### Одноматчевые
См. также:
Футбольные клубы — чемпионы мира
| Год  | Чемпион                                                                                         | Счёт           | Проигравший        | Место проведения             |
| ---- | ----------------------------------------------------------------------------------------------- | -------------- | ------------------ | ---------------------------- |
| 2024 | Реал Мадрид                                                                                     | 3:0            | Пачука             | Национальный стадион, Лусаил |
| 2004 | Порту                                                                                           | 0:0 доп. время | Онсе Кальдас       | Международный, Йокогама      |
| 2004 | 8:7 пен.                                                                                        |                |                    | Международный, Йокогама      |
| 2003 | Бока Хуниорс                                                                                    | 1:1 доп. время | Милан              | Международный, Йокогама      |
| 2003 | 3:1 пен.                                                                                        |                |                    | Международный, Йокогама      |
| 2002 | Реал Мадрид                                                                                     | 2:0            | Олимпия (Асунсьон) | Международный, Йокогама      |
| 2001 | Бавария                                                                                         | 1:0            | Бока Хуниорс       | Национальный, Токио          |
| 2000 | Бока Хуниорс                                                                                    | 2:1            | Реал Мадрид        | Национальный, Токио          |
| 1999 | Манчестер Юнайтед                                                                               | 1:0            | Палмейрас          | Национальный, Токио          |
| 1998 | Реал Мадрид                                                                                     | 2:1            | Васко да Гама      | Национальный, Токио          |
| 1997 | Боруссия (Дортмунд)                                                                             | 2:0            | Крузейро           | Национальный, Токио          |
| 1996 | Ювентус                                                                                         | 1:0            | Ривер Плейт        | Национальный, Токио          |
| 1995 | Аякс                                                                                            | 0:0 доп. время | Гремио             | Национальный, Токио          |
| 1995 | 4:3 пен.                                                                                        |                |                    | Национальный, Токио          |
| 1994 | Велес Сарсфилд                                                                                  | 2:0            | Милан              | Национальный, Токио          |
| 1993 | Сан-Паулу                                                                                       | 3:2            | Милан              | Национальный, Токио          |
| 1993 | Европейский чемпион «Олимпик Марсель» был дисквалифицирован из-за скандала о договорных матчах. |                |                    | Национальный, Токио          |
| 1992 | Сан-Паулу                                                                                       | 2:1            | Барселона          | Национальный, Токио          |
| 1991 | Црвена звезда                                                                                   | 3:0            | Коло-Коло          | Национальный, Токио          |
| 1990 | Милан                                                                                           | 3:0            | Олимпия (Асунсьон) | Национальный, Токио          |
| 1989 | Милан                                                                                           | 1:0 доп. время | Атлетико Насьональ | Национальный, Токио          |
| 1988 | Насьональ (Монтевидео)                                                                          | 2:2 доп. время | ПСВ                | Национальный, Токио          |
| 1988 | 7:6 пен.                                                                                        |                |                    | Национальный, Токио          |
| 1987 | Порту                                                                                           | 2:1 доп. время | Пеньяроль          | Национальный, Токио          |
| 1986 | Ривер Плейт                                                                                     | 1:0            | Стяуа              | Национальный, Токио          |
| 1985 | Ювентус                                                                                         | 2:2 доп. время | Архентинос Хуниорс | Национальный, Токио          |
| 1985 | 4:2 пен.                                                                                        |                |                    | Национальный, Токио          |
| 1984 | Индепендьенте                                                                                   | 1:0            | Ливерпуль          | Национальный, Токио          |
| 1983 | Гремио                                                                                          | 2:1 доп. время | Гамбург            | Национальный, Токио          |
| 1982 | Пеньяроль                                                                                       | 2:0            | Астон Вилла        | Национальный, Токио          |
| 1981 | Фламенго                                                                                        | 3:0            | Ливерпуль          | Национальный, Токио          |
| 1980 | Насьональ (Монтевидео)                                                                          | 1:0            | Ноттингем Форест   | Национальный, Токио          |

### Двухматчевые
| Год  | Хозяева | Счёт                                        | Гости                                       | Место проведения                            |
| ---- | --- | ------------------------------------------- | ------------------------------------------- | ------------------------------------------- |
| 1979 | Мальмё | 0:1                                         | Олимпия (Асунсьон)                          | Мальмё, Мальмё                              |
| 1979 | Олимпия (Асунсьон) | 2:1                                         | Мальмё                                      | Дефенсорес дель Чако, Асунсьон              |
| 1979 | «Олимпия Асунсьон» выиграла 3:1 по сумме двух матчей Примечание: Победитель КЕЧ, «Ноттингем Форест», отказался от участия в матче |                                             |                                             |                                             |
| 1978 | НЕ ПРОВОДИЛСЯ Ливерпуль против Бока Хуниорс                                                                                       | НЕ ПРОВОДИЛСЯ Ливерпуль против Бока Хуниорс | НЕ ПРОВОДИЛСЯ Ливерпуль против Бока Хуниорс | НЕ ПРОВОДИЛСЯ Ливерпуль против Бока Хуниорс |
| 1978 | Обе команды отказались из-за проблем с календарём                                                                                 |                                             |                                             |                                             |
| 1977 | Бока Хуниорс | 2:2                                         | Боруссия (Мёнхенгладбах)                    | Бомбонера, Буэнос-Айрес                     |
| 1977 | Боруссия (Мёнхенгладбах) | 0:3                                         | Бока Хуниорс                                | Вильдпарк, Карлсруэ                         |
| 1977 | «Бока Хуниорс» выиграла 5:2 по сумме двух матчей Примечание: Победитель КЕЧ, «Ливерпуль» отказался от участия                     |                                             |                                             |                                             |
| 1976 | Бавария | 2:0                                         | Крузейро                                    | Олимпийский стадион, Мюнхен                 |
| 1976 | Крузейро | 0:0                                         | Бавария                                     | Минейрао, Белу-Оризонти                     |
| 1976 | «Бавария» выиграла 2:0 по сумме двух матчей                                                                                       |                                             |                                             |                                             |
| 1975 | НЕ ПРОВОДИЛСЯ Бавария против Индепендьенте                                                                                        | НЕ ПРОВОДИЛСЯ Бавария против Индепендьенте  | НЕ ПРОВОДИЛСЯ Бавария против Индепендьенте  | НЕ ПРОВОДИЛСЯ Бавария против Индепендьенте  |
| 1975 | Команды не смогли договориться о времени проведения матча                                                                         |                                             |                                             |                                             |
| 1974 | Индепендьенте | 1:0                                         | Атлетико Мадрид                             | Альмиранте Кордеро, Авельянеда              |
| 1974 | Атлетико Мадрид | 2:0                                         | Индепендьенте                               | Висенте Кальдерон, Мадрид                   |
| 1974 | «Атлетико Мадрид» выиграл 2:1 по сумме двух матчей Примечание: Победитель КЕЧ, «Бавария», отказался от участия                    |                                             |                                             |                                             |
| 1973 | Ювентус | 0:1                                         | Индепендьенте                               | Стадио Олимпико, Рим                        |
| 1973 | Игрался один матч Примечание: Победитель КЕЧ, «Аякс», отказался от участия                                                        |                                             |                                             | Стадио Олимпико, Рим                        |
| 1972 | Индепендьенте | 1:1                                         | Аякс                                        | Альмиранте Кордеро, Авельянеда              |
| 1972 | Аякс | 3:0                                         | Индепендьенте                               | Олимпийский стадион, Амстердам              |
| 1972 | «Аякс» выиграл 4:1 по сумме двух матчей                                                                                           |                                             |                                             |                                             |
| 1971 | Панатинаикос | 1:1                                         | Насьональ (Монтевидео)                      | Караискакис, Афины                          |
| 1971 | Насьональ (Монтевидео) | 2:1                                         | Панатинаикос                                | Сентенарио, Монтевидео                      |
| 1971 | «Насьональ» выиграл 3:2 по сумме двух матчей Примечание: Победитель КЕЧ, «Аякс», отказался от участия                             |                                             |                                             |                                             |
| 1970 | Эстудиантес | 2:2                                         | Фейеноорд                                   | Бомбонера, Буэнос-Айрес                     |
| 1970 | Фейеноорд | 1:0                                         | Эстудиантес                                 | Де Куип, Роттердам                          |
| 1970 | «Фейеноорд» выиграл 3:2 по сумме двух матчей                                                                                      |                                             |                                             |                                             |
| 1969 | Милан | 3:0                                         | Эстудиантес                                 | Сан-Сиро, Милан                             |
| 1969 | Эстудиантес | 2:1                                         | Милан                                       | Бомбонера, Буэнос-Айрес                     |
| 1969 | «Милан» выиграл 4:2 по сумме двух матчей                                                                                          |                                             |                                             |                                             |
| 1968 | Эстудиантес | 1:0                                         | Манчестер Юнайтед                           | Бомбонера, Буэнос-Айрес                     |
| 1968 | Манчестер Юнайтед | 1:1                                         | Эстудиантес                                 | Олд Траффорд, Манчестер                     |
| 1968 | «Эстудиантес» выиграл, набрав 3 очка                                                                                              |                                             |                                             |                                             |
| 1967 | Селтик | 1:0                                         | Расинг (Авельянеда)                         | Хэмпден Парк, Глазго                        |
| 1967 | Расинг (Авельянеда) | 2:1                                         | Селтик                                      | Эль Силиндро, Авельянеда                    |
| 1967 | Расинг (Авельянеда) | 1:0                                         | Селтик                                      | Сентенарио, Монтевидео                      |
| 1967 | «Расинг» выиграл третий матч |                                             |                                             |                                             |
| 1966 | Пеньяроль | 2:0                                         | Реал Мадрид                                 | Сентенарио, Монтевидео                      |
| 1966 | Реал Мадрид | 0:2                                         | Пеньяроль                                   | Сантьяго Бернабеу, Мадрид                   |
| 1966 | «Пеньяроль» выиграл с 4 очками |                                             |                                             |                                             |
| 1965 | Интернационале | 3:0                                         | Индепендьенте                               | Сан-Сиро, Милан                             |
| 1965 | Индепендьенте | 0:0                                         | Интернационале                              | Альмиранте Кордеро, Авельянеда              |
| 1965 | «Интернационале» выиграл с 3 очками                                                                                               |                                             |                                             |                                             |
| 1964 | Индепендьенте | 1:0                                         | Интернационале                              | Альмиранте Кордеро, Авельянеда              |
| 1964 | Интернационале | 2:0                                         | Индепендьенте                               | Сан-Сиро, Милан                             |
| 1964 | Интернационале | 1:0 доп. время                              | Индепендьенте                               | Сантьяго Бернабеу, Мадрид                   |
| 1964 | «Интернационале» выиграл третий матч                                                                                              |                                             |                                             |                                             |
| 1963 | Милан | 4:2                                         | Сантос                                      | Сан-Сиро, Милан                             |
| 1963 | Сантос | 4:2                                         | Милан                                       | Маракана, Рио-де-Жанейро                    |
| 1963 | Сантос | 1:0                                         | Милан                                       | Маракана, Рио-де-Жанейро                    |
| 1963 | «Сантос» выиграл третий матч |                                             |                                             |                                             |
| 1962 | Сантос | 3:2                                         | Бенфика                                     | Маракана, Рио-де-Жанейро                    |
| 1962 | Бенфика | 2:5                                         | Сантос                                      | Эштадиу да Луж, Лиссабон                    |
| 1962 | «Сантос» выиграл с 4 очками |                                             |                                             |                                             |
| 1961 | Бенфика | 1:0                                         | Пеньяроль                                   | Эштадиу да Луж, Лиссабон                    |
| 1961 | Пеньяроль | 5:0                                         | Бенфика                                     | Сентенарио, Монтевидео                      |
| 1961 | Пеньяроль | 2:1                                         | Бенфика                                     | Сентенарио, Монтевидео                      |
| 1961 | «Пеньяроль» выиграл третий матч                                                                                                   |                                             |                                             |                                             |
| 1960 | Пеньяроль | 0:0                                         | Реал Мадрид                                 | Сентенарио, Монтевидео                      |
| 1960 | Реал Мадрид | 5:1                                         | Пеньяроль                                   | Сантьяго Бернабеу, Мадрид                   |
| 1960 | «Реал Мадрид» выиграл с 3 очками                                                                                                  |                                             |                                             |                                             |

## Достижения клубов
| Клуб                     | Чемпион                    | 2-е место                  |
| ------------------------ | -------------------------- | -------------------------- |
| Реал Мадрид              | 4 (1960, 1998, 2002, 2024) | 2 (1966, 2000)             |
| Милан                    | 3 (1969, 1989, 1990)       | 4 (1963, 1993, 1994, 2003) |
| Пеньяроль                | 3 (1961, 1966, 1982)       | 2 (1960, 1987)             |
| Бока Хуниорс             | 3 (1977, 2000, 2003)       | 1 (2001)                   |
| Насьональ (Монтевидео)   | 3 (1971, 1980, 1988)       | —                          |
| Индепендьенте            | 2 (1973, 1984)             | 4 (1964, 1965, 1972, 1974) |
| Ювентус                  | 2 (1985, 1996)             | 1 (1973)                   |
| Сантос                   | 2 (1962, 1963)             | —                          |
| Интернационале           | 2 (1964, 1965)             | —                          |
| Аякс                     | 2 (1972, 1995)             | —                          |
| Бавария                  | 2 (1976, 2001)             | —                          |
| Порту                    | 2 (1987, 2004)             | —                          |
| Сан-Паулу                | 2 (1992, 1993)             | —                          |
| Эстудиантес              | 1 (1968)                   | 2 (1969, 1970)             |
| Олимпия (Асунсьон)       | 1 (1979)                   | 2 (1990, 2002)             |
| Гремио                   | 1 (1983)                   | 1 (1995)                   |
| Ривер Плейт              | 1 (1986)                   | 1 (1996)                   |
| Манчестер Юнайтед        | 1 (1999)                   | 1 (1968)                   |
| Расинг (Авельянеда)      | 1 (1967)                   | —                          |
| Фейеноорд                | 1 (1970)                   | —                          |
| Атлетико Мадрид          | 1 (1974)                   | —                          |
| Фламенго                 | 1 (1981)                   | —                          |
| Црвена звезда            | 1 (1991)                   | —                          |
| Велес Сарсфилд           | 1 (1994)                   | —                          |
| Боруссия (Дортмунд)      | 1 (1997)                   | —                          |
| Бенфика                  | —                          | 2 (1961, 1962)             |
| Крузейро                 | —                          | 2 (1976, 1997)             |
| Ливерпуль                | —                          | 2 (1981, 1984)             |
| Селтик                   | —                          | 1 (1967)                   |
| Панатинаикос             | —                          | 1 (1971)                   |
| Боруссия (Мёнхенгладбах) | —                          | 1 (1977)                   |
| Мальмё                   | —                          | 1 (1979)                   |
| Ноттингем Форест         | —                          | 1 (1980)                   |
| Астон Вилла              | —                          | 1 (1982)                   |
| Гамбург                  | —                          | 1 (1983)                   |
| Архентинос Хуниорс       | —                          | 1 (1985)                   |
| Стяуа                    | —                          | 1 (1986)                   |
| ПСВ                      | —                          | 1 (1988)                   |
| Атлетико Насьональ       | —                          | 1 (1989)                   |
| Коло-Коло                | —                          | 1 (1991)                   |
| Барселона                | —                          | 1 (1992)                   |
| Васко да Гама            | —                          | 1 (1998)                   |
| Палмейрас                | —                          | 1 (1999)                   |
| Онсе Кальдас             | —                          | 1 (2004)                   |
| Пачука                   | —                          | 1 (2024)                   |

## Статистика

### По странам
| Страна     | Клубов | Кубков | Годы                                                   |
| ---------- | ------ | ------ | ------------------------------------------------------ |
| Аргентина  | 6      | 9      | (1967, 1968, 1973, 1977, 1984, 1986, 1994, 2000, 2003) |
| Италия     | 3      | 7      | (1964, 1965, 1969, 1985, 1989, 1990, 1996)             |
| Бразилия   | 4      | 6      | (1962, 1963, 1981, 1983, 1992, 1993)                   |
| Уругвай    | 2      | 6      | (1961, 1966, 1971, 1980, 1982, 1988)                   |
| Испания    | 2      | 5      | (1960, 1974, 1998, 2002, 2024)                         |
| Германия   | 2      | 3      | (1976, 1997, 2001)                                     |
| Нидерланды | 2      | 3      | (1970, 1972, 1995)                                     |
| Португалия | 1      | 2      | (1987, 2004)                                           |
| Парагвай   | 1      | 1      | (1979)                                                 |
| Англия     | 1      | 1      | (1999)                                                 |
| Югославия  | 1      | 1      | (1991)                                                 |

### Лучшие бомбардиры за всё время
Список из шести самых результативных игроков, которые забили не менее трёх голов в Межконтинентальном кубке.
| Игрок            | Клуб           | Голы | Игры | Годы             |
| ---------------- | -------------- | ---- | ---- | ---------------- |
| Пеле             | Сантос         | 7    | 3    | 1962, 1963       |
| Альберто Спенсер | Пеньяроль      | 6    | 6    | 1960, 1961, 1966 |
| Луис Артиме      | Насьональ      | 3    | 2    | 1971             |
| Хосе Сасия       | Пеньяроль      | 3    | 3    | 1961             |
| Сантана          | Бенфика        | 3    | 4    | 1961, 1962       |
| Сандро Маццола   | Интернационале | 3    | 4    | 1964, 1965       |